# Fritz Altwein
Fritz Karl Albert Altwein (* 5. Juni 1889 in Jena; † 11. Februar 1967 in Oberursel) war ein deutscher Politiker der Kommunistischen Partei Deutschlands (KPD) und Widerstandskämpfer gegen den Nationalsozialismus.  Er war von 1925 bis 1929 Zentralsekretär der Reichsleitung der Roten Hilfe Deutschlands (RHD).

## Leben
Altwein, Sohn eines Zimmerpoliers, erlernte nach dem Besuch der Volksschule den Beruf des Lithographen und arbeitete von 1908 bis 1924 bei Zeiss in Jena. Schon als Lehrling engagierte sich Altwein politisch. Mit Willi Münzenberg und Georg Schumann gehörte er im Jahr 1908 zu den Mitgründern der Arbeiter-Jugend in Thüringen. Im selben Jahr trat er in die Sozialdemokratische Partei Deutschlands (SPD) ein und wurde aktiver Gewerkschafter.
1917/18 kämpfte Altwein im Ersten Weltkrieg und wurde Mitglied des Spartakusbundes und der Unabhängigen Sozialdemokratischen Partei Deutschlands (USPD). 1920 wurde er Mitglied der KPD, war Ortsgruppenvorsitzender in Jena und KPD-Abgeordneter in der Jenaer Stadtverordnetenversammlung. Außerdem war Altwein Mitglied der KPD-Bezirksleitung Groß-Thüringen und ab 1924 Sekretär der Bezirksleitung Thüringen der Roten Hilfe Deutschlands. 1925 wurde er hauptamtlicher Zentralsekretär der Reichsleitung der Roten Hilfe Deutschlands in Berlin.
Altwein übte als Anhänger Heinrich Brandlers zunehmend Kritik am ultralinken Kurs der KPD, wurde 1929 aus der KPD ausgeschlossen und verlor seinen Posten bei der Roten Hilfe Deutschlands. Er arbeitete bis 1933 als Wohlfahrtspfleger in Berlin. 1931/32 besuchte er die Hochschule für Politik in Berlin. Über die Kommunistische Partei-Opposition (KPO) gelangte Altwein schließlich im April 1932 zur Sozialistischen Arbeiterpartei Deutschlands (SAPD) und war dort nach der Machtübernahme der Nationalsozialisten von 1933 bis Juni 1934 Instrukteur der illegalen Parteiarbeit. Wegen drohender Verhaftung emigrierte Altwein 1934 über Holland in die Tschechoslowakei und setzte seine politische Arbeit im Exil fort.
Im Sommer 1938 ging Altwein nach Norwegen und arbeitete dort als Retuscheur. 1940 ging er nach Schweden und war dort zeitweise interniert. Ab 1943 lebte Altwein in Stockholm und arbeitete als Lithograph. Er unterstützte die Landesgruppe deutscher Gewerkschafter. Die Bundesrepublik Deutschland verwehrte Altwein jahrelang die Einreise, sodass er erst 1958 nach Deutschland zurückkehren konnte.
Altwein zog nach Oberursel, wurde wieder Mitglied der SPD, trat aber politisch nicht mehr in Erscheinung.